# Szent Gellért
Szent Gellért püspök (olaszul: Gerardo di Sagredo; latinul: Gerardus; Velence, 977. április 23. – Buda, Kelen-hegy, 1046. augusztus 29.) bencés szerzetes, a velencei Morosini (egyes, elterjedtebb történészi nézetek szerint a Sagredo) család sarja, 1030-tól egészen haláláig az első csanádi püspök a Magyar Királyságban.  
Életéről a legtöbb információt két legenda őrizte meg, melyek jóval a halála után íródtak, és amelyek a szentek középkori életrajzának legtöbb hagyományos elemét tartalmazzák, így bizonytalanság övezi származását. Évszázadokkal később keletkezett egyéb források és a kor viszonyainak elemzése szerint feltételezhetően a velencei Palazzo Sagredo—Morosinit birtokló család valamelyikéből származik. 
A hagyomány szerint súlyos betegsége után ötéves korában a bencés San Giorgio-kolostorba küldték. Kiváló szerzetesi oktatásban részesült, valamint nyelvtant, zenét, filozófiát és jogot is tanult.

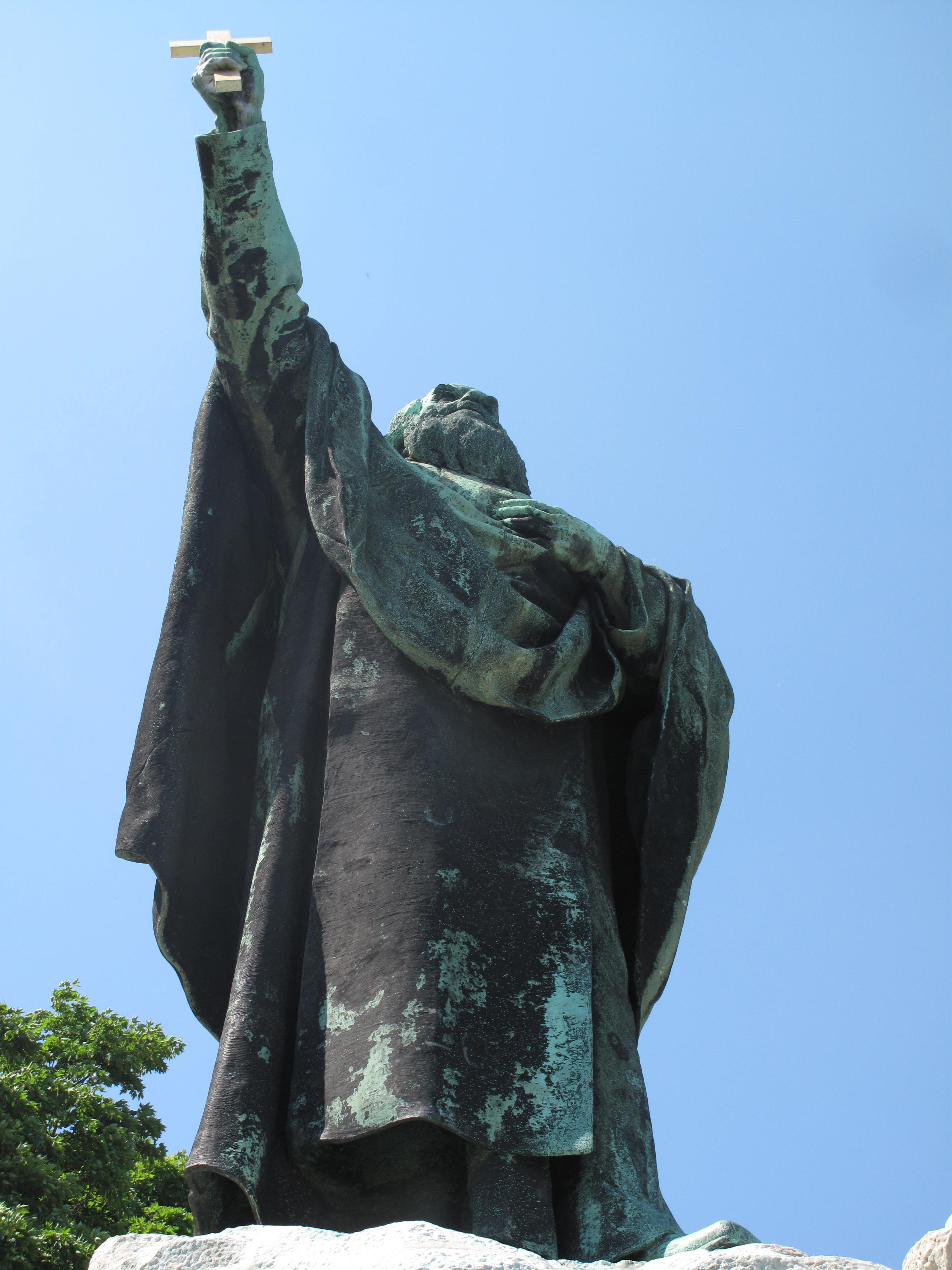
Szent Gellért szobra
a Gellért-hegy oldalában

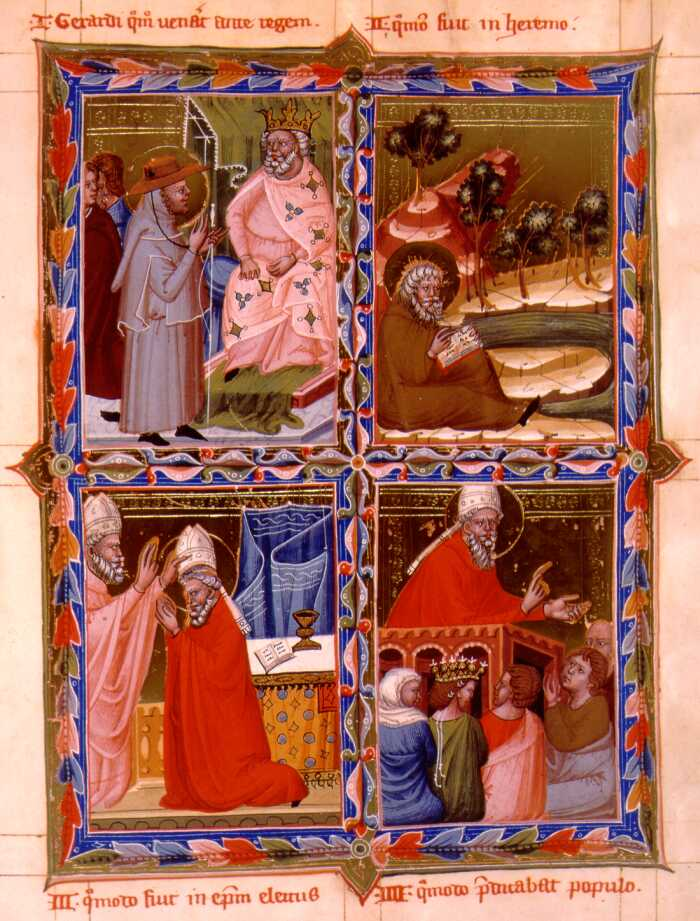
Szent Gellért legendájának részletei a Magyar Anjou-legendárium lapján. Szent Gellért Szent István király előtt. A remeteségben. Püspökké választása. Prédikál a népnek

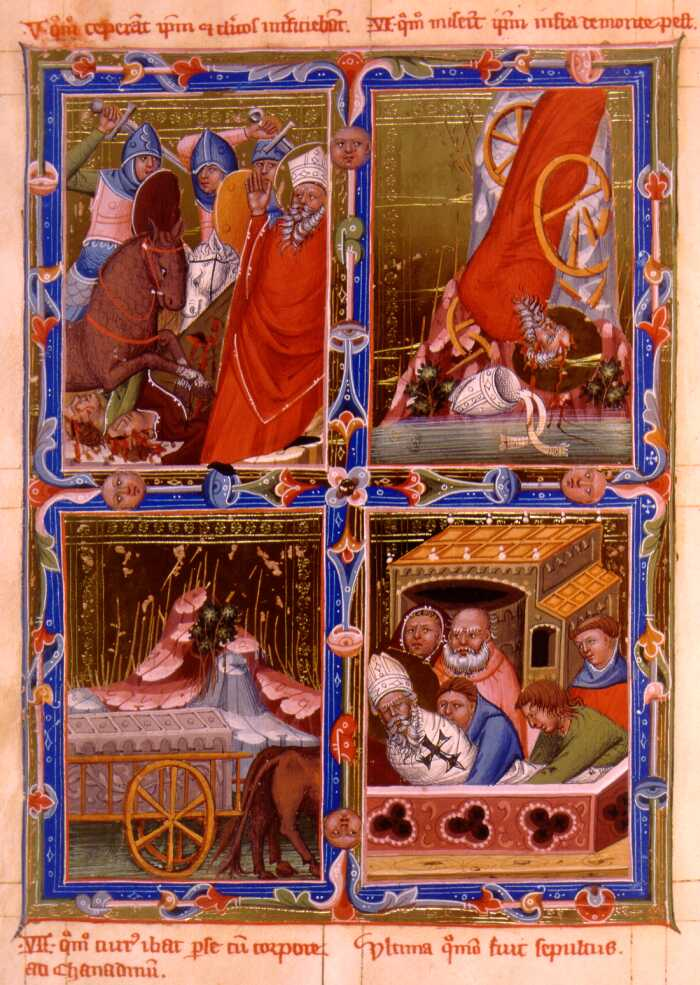
Szent Gellért legendájának részletei a Magyar Anjou-legendárium lapján. A lázadó pogányok megölik a papokat. Szent Gellértet letaszítják a pesti hegyről. A kocsi magától Csanádra indul a Szent testével. A Szent temetése

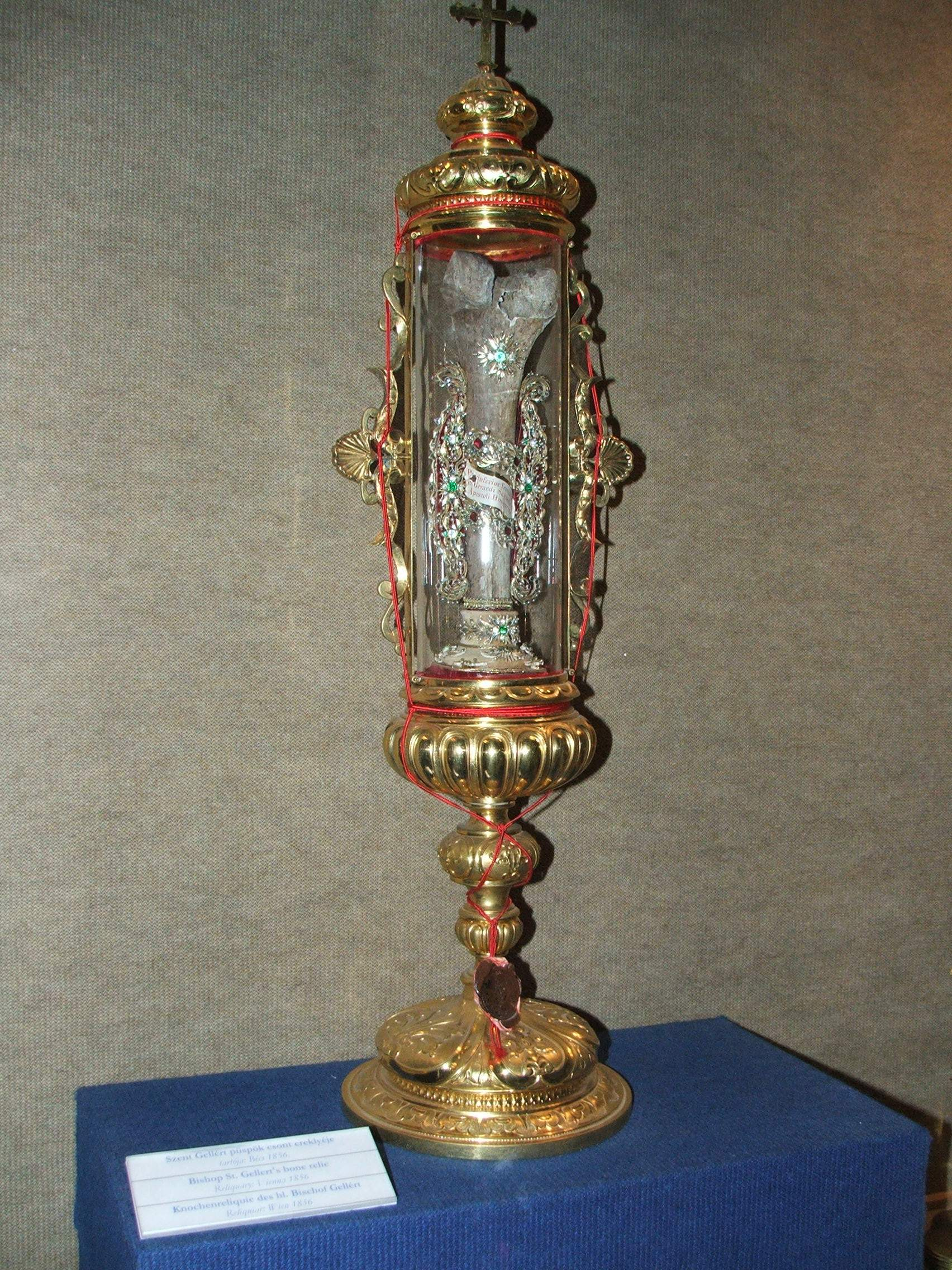
Az esztergomi Főszékesegyházi Kincstárban lévő ereklye, amely Gellért combcsontját őrzi egy Bécsben készült üveghengeres ereklyetartóban, amelyet a bazilika felszentelésére 1856-ban Scitovszky János hercegprímás esztergomi érsek csináltatott

Velencéből 1020 körül zarándokútra indult a Szentföldre, de egy vihar arra kényszerítette, hogy szakítsa meg útját Isztria közelében. Úgy döntött, hogy felkeresi a Magyar Királyságot. Mór pécsi püspök[forrás?] és I. István magyar király meggyőzték – hangsúlyozva, hogy Gellért prédikációi felgyorsíthatják a magyarok megtérését – hogy ne folytassa zarándokútját. Gellértet István király fia és örököse, Imre herceg nevelőjévé tette. Nem sokkal később (1023 körül) Gellért a Bakonyi-hegységben lévő bakonybéli monostor (remeteség) egyik kunyhójába húzódott és itt hét évet élt. I. István 1030 körül az újonnan létrehozott Csanádi Egyházmegye püspökévé tette. Magyarul tudó bencés szerzetesek segítettek neki prédikálni a helyi lakosok között.
Vértanúsága liturgikus ünnepnapját szeptember 24-én tartják. 1083-ban avatta szentté VII. Gergely pápa, I. László magyar király kérésére I. István és Imre herceg mellett. A velenceiek és a magyarok között vita tört ki Szent Gellért ereklyéinek hovatartozásáról, amelyeket magyar, olasz és cseh földön több helyen őriznek.

## Élete
Atyja, Gerardo (Gellért) velencei patrícius volt és rokonságban állt a Centranigo családdal, amelyből Pietro Barbolano (1026–31) dózse született.
Öt évig tanult az Isola di San Giorgio Maggiore Benedek-rendi kolostorában, majd a szent könyvek tanulmányozásához fogott, s már korán felébredt benne a vágy, hogy Szent Jeromos iratait magában a betlehemi monostorban olvashassa. Atyja, Gellért, valamikor 990–995 között részt is vett abban a népes zarándoklatban, amelyet a velenceiek Jeruzsálembe indítottak; az arabok azonban megölték, mire fia, György, az ő nevét vette föl. 1005 táján szerzetestársai már valami kisebb tisztségre (valószínűleg perjelségre) választották meg a mintegy 25 éves ifjút, akit ekkortájban szenteltek pappá; apátja, Vilmos, a monostor iskolájának tanítójává szemelvén ki őt, a septem artes liberales elvégzésére, Bolognába küldte. Onnan öt év múlva hazatérvén, Vilmos halála után rendtársai apáttá választották. Csak vonakodva fogadta el a kitüntetést, s nemsokára le is mondott róla, hogy régi vágya szerint, a Szentföldön telepedjék le.

### Magyarországra érkezése
A zárai kereskedők egyik hajóján, többedmagával 1015. február közepe táján szállt tengerre. Parenzo mellett nagy vihar érte utol, s ekkor Szent András szigetén (Póla mellett) keresett menedéket. Itt találkozott Razina pannonhalmi apáttal, aki rábeszélte, hogy előbb látogassa meg I. István magyar királyt, akinek segítségével a Dunán folytathatja útját Konstantinápolyba, ahonnan könnyebben eljuthat Jeruzsálembe. Több időt töltött Anasztáz pécsváradi apátnál, aki pannonhalmi Szent Mór pécsi püspökkel együtt[forrás?] azon volt, hogy Magyarország számára nyerje meg őt. Augusztus 15-én Székesfehérvárott be is mutatták István királynak, aki Gellért vonakodásának ellenére rábízta fiának, Imre hercegnek a nevelését, s időnként diplomáciai küldetésekkel is megbízta; Franciaországban kétségtelenül az ő követeként járt. Amikor azonban 16 éves lett Imre herceg, barátjának (szent) Günthernek példájára 1023-ban ő is remeteéletre szánta magát, s Bakonybélbe vonult vissza.

### Csanádi püspökként
1030-ban azonban István király marosvári, csanádi püspökké nevezte ki, s tőle várta az Ajtonytól visszafoglalt Tisza-Maros-Duna-közi terület megtérítését. Csanád ispán tíz (köztük hét magyarul tudó) szerzetessel vitte őt püspöksége székhelyére, Csanádra, ahol az Oroszlámosra áthelyezett ortodox szerzetesek monostorában telepedtek le. A nép ezrével tódult oda, hogy fölvegye a keresztséget, s ajándékaival árasztotta el a püspököt, aki a vidékre is gyakran kirándult, hogy templomok építésére helyet jelöljön ki, s hogy megkeresztelje a népet. Egyházmegyéjét hét főesperességre osztotta. Valtert tanítóvá tette a magyar urak kérelmére Csanádon állított iskolában, s gondoskodott magyar ifjaknak papokká való neveléséről, székesegyházat épített, templomaiban meghonosította a menedékjogot. Amellett ő maga aszkétaéletet élt, egyúttal azonban a tudományokkal, így csillagászattal is foglalkozott, magyarul azonban sohasem tanult meg annyira, hogy a nép nyelvén szónokolhatott volna. Szűz Mária magyarországi tiszteletének ő volt az első és leghatásosabb terjesztője.

### A politikai viszonyok Szent István halála után
Szent István 1038. augusztus 15-i halála után a politika zivatarai őt is kizavarták apostoli csöndes munkásságából és aktív politizálásba kezdett. 1041-ben a székesegyházában előre elkészíttetett sírjánál bánatosan siratta a magyar nemzet sorsát, 1043-ban pedig Aba Sámuel királytól megtagadta a húsvéti koronázást, és nyilvánosan megtámadta őt – az általa vélelmezett, és az ő politikai irányvonalával ellentétes – politikai gyilkosságai miatt.
Péter második uralkodása idejében éppen az ő székvárosában határozták el az elégedetlen magyarok Vazul fiainak visszahívatását, és 1046-ban Szent Beszteréd, Bőd és Beneta püspökök társaságában ő is útra kelt Székesfehérvárról, ahol várta a németeket, hogy Endre herceget üdvözölje.
Szegfű László történésznek a fennmaradt források elemzése alapján kialakított álláspontja szerint (a korábban elfogadott szeptember 24-i időpont helyett) augusztus 29-én a pesti révnél megtámadták a Vata-féle lázadás résztvevői, majd elfogták, kétkerekű talyigán a Kelen-hegyről a mélységbe lökték, lándzsával átdöfték és megkövezték.

## Művei
Szent Gellért komoly irodalmi munkásságot folytatott. Egyetlen fennmaradt értekezését csak az 1700-as években találták meg a freisingi káptalan könyvtárában, (Deliberatio Gerardi Morosanae Ecclesiae Episcopi supra hymnum trium puerorum ad Isingrimum liberalem) először 1790-ben gróf Batthyány Ignác erdélyi püspök adta ki; ez a hazai tudományos irodalom legrégibb emléke. Újabb kiadása Deliberatio. Gerardi Moresanae aecclesiae episcopi Svpra Hymnum trium Pverorum – Elmélkedés. Gellért, a marosi egyház püspöke A három fiú himnuszáról címmel (Scriptum Kiadó, Szeged, 1999. 765 oldal ISBN 963-8335-71-8) jelent meg. Ismertetését lásd: Vajda Tamás: Magányos remekmű a XI. századból.
Szent Gellért más műveket is írt, ezek azonban elvesztek az idők során. Annyit lehet tudni, hogy elveszett művei a következő témakörűek voltak:
- Magyarázatok Szent János apostol első leveléhez;
- Értelmezéseket Szent Pálnak a zsidókhoz intézett levele első fejezetéhez;
- Értelmezések a Szentháromságról.

Többen neki tulajdonították Szent István király Intelmeinek szerzőségét is, de ez nincs bizonyítva.

## Emlékezete
- A nép a Csanádon eltemetett püspököt azonnal szentként kezdte tisztelni, 1083-ban pedig István királlyal és Imre herceggel együtt az egyház is a szentjei közé iktatta. Szent Gellért (San Gerardo) megmaradt ereklyéit – bebalzsamozott testét, piros miseruhában és piros infulában – most a Velencei lagúnában fekvő Murano Santa Maria e Donato bazilikájában őrzik.[15][16] Ereklyéinek kisebb részei az évszázadok során ajándékozásokkal és cserékkel elkerültek Bolognába, Prágába is. Őrzik ereklyéit Győrött, valamint 1992 óta Szegeden a Fogadalmi Templomban (a „Dómban”), a belvárosi templomban (2002),[17] és a bakonybéli Szent Mauríciusz Monostorban (2018),[18]
- Vértanúságának helyét utóbb Szent Gellért hegyének nevezték el (az ezen létrejött városrész a Gellérthegy nevet viseli).
- A Szent Gellért-szobor neki állít emléket a Gellért-hegy északkeleti oldalában, ahogy a délkeleti tövében álló Szent Gellért tér, és az ott álló Gellért fürdő és szálloda is.
- Szent Gellért a Szeged-Csanádi egyházmegye védőszentje.
- a műszaki katonák védőszentje[19]
- 1986-ban a Nagybecskereki egyházmegyét elsőszámú védőszentjükként az ő oltalma alá helyezték.
- 1994-ben Szent Gellért legendája címmel tévéfilm formájában dolgozták fel Gellért püspök legendáját, a filmet Rajnai András rendezte, Gellért püspököt Sinkó László alakította.
- A 2001-ben bemutatott Sacra Corona című filmben Gellért szerepét Franco Nero alakította.
- 2002 márciusában helyezték el a budapesti Belvárosi Plébániatemplom egyik kegyoltárján Szent Gellért püspök vértanú addig Muránóban őrzött ereklyéjének egy részét.
- A Szeged-Csanádi egyházmegye 2008-ban hozta létre a Szent Gellért emléknapja (szeptember 24.) körüli napokban évente megrendezett Szent Gellért Fesztivált, melynek keretében komolyzenei hangversenyeket tartanak a szegedi dómban, a Szegedi Nemzeti Színházban, a Zeneakadémia nagytermében és a Pesti Vigadóban neves magyar és külföldi előadók, valamint a Szent Gellért Akadémia Zenekara és a Szegedi Szimfonikus Zenekar előadásában, továbbá tudományos előadásokra is sor kerül. A fesztivál alapítója Robert Christian Bachmann (1944–2019) svájci zeneszerző és karmester volt, művészeti igazgatója Yoon Kuk Lee (1953) koreai zeneszerző és karmester.[20]
- 2015. szeptember 27-én a Szent Gellért Fesztivál keretében, a szegedi fogadalmi templomban volt Tóth Péter Szent Gellért-oratóriumának ősbemutatója Szélpál Szilveszter (bariton), a Vaszy Viktor Kórus és a Szegedi Szimfonikus Zenekar előadásában, Gyüdi Sándor vezényletével.[21] A darab megrendelője a Szeged-Csanádi Egyházmegye, Kiss-Rigó László püspök volt. Az ősbemutató előadóival készült hangfelvétele a Gryllus Kiadónál jelent meg 2017-ben (GCD 190).

### Róla elnevezett intézmények
- Szent Gellért Katolikus Általános Iskola és Óvoda, Kiskunmajsa[22]
- Szent Gellért Katolikus Általános Iskola és Gimnázium, Gyomaendrőd[22](Korábbi nevei: Gyomai Állami Általános Gimnázium (1954–1968), Kiss Lajos Gimnázium (1968–1990), Kner Imre Gimnázium (1990–2014). 2014. szeptember elsején a gimnázium csatlakozott a Szeged-Csanádi egyházmegye fenntartásában működő Szent Gellért Katolikus Általános Iskolához, egy intézményt alkotva.)
- Szent Gellért Római Katolikus Általános Iskola és Óvoda, Tab[22]
- Szent Gellért Óvoda, Budapest, XI. kerület[22]
- Szent Gellért Katolikus Általános Iskola és Gimnázium, Budapest, I. kerület[22]
- Szent Gellért Napköziotthonos Óvoda, Bakonybél[22]
- Szent Gellért Katolikus Általános Iskola és Óvoda, Heves[22]
- Szent Gellért Általános Iskola, Pázmánd[22]
- Szent Gellért Szeminárium, Szeged[22]